# Lepterpeton
Lepterpeton — вимерлий рід тетраподоморфів нектрідій родини Urocordylidae.